# 帕索 (密蘇里州)
帕索（英語：Passo）是位於美國密蘇里州本頓縣的鬼鎮。

## 歷史
帕索的郵局於1897年設立，其後於1908年停運。

## 地理
帕索所處的海拔為高於海平面278米（即912英呎），而該地所採用的時區為UTC-6，即北美中部時區（CST）。同時該地設有夏令時間，為UTC-6調快一小時，即UTC-5（CDT）。